# Gombo Salsa
Albums de Africando
Africando Vol. 2 : Tierra Traditional
(1994) Baloba
(1998)
Gombo Salsa est le troisième album du groupe Africando sorti en 1996.

## Liste des Titres
| No  | Titre                | Auteur             | Durée |
| --- | -------------------- | ------------------ | ----- |
| 1.  | Gombo                | Nicolas Menheim    | 5:13  |
| 2.  | Apolo                | Sekouba Bambino    | 4:29  |
| 3.  | Diaraf               | Médoune Diallo     | 5:40  |
| 4.  | Musica en Vérité     | Gnonnas Pedro      | 4:24  |
| 5.  | Grog Moin            | Eugène Soubou      | 4:39  |
| 6.  | Paquita              | Tabu Ley Rochereau | 4:12  |
| 7.  | Walo                 | Medoune Diallo     | 5:05  |
| 8.  | Colombia, Mi Corazon | Ronnie Baró        | 5:23  |
| 9.  | Mborin               | Sekouba Bambino    | 4:01  |
| 10. | Dagamasi             | Gnonnas Pedro      | 5:36  |
| 11. | Maral                | Nicolas Menheim    | 6:10  |
| 12. | Sakhar               | Medoune Diallo     | 5:08  |

## Musiciens ayant participé à cet album

### Chanteur d'Africando
- Nicolas Menheim
- Sekouba Bambino
- Gnonnas Pedro
- Eugène Soubou
- Medoune Diallo
- Ronnie Baró

### Invité
- Tabu Ley Rochereau